# Religionssamtalet i Marburg
Religionssamtalet i Marburg var ett  religionssamtal som hölls i Marburg den 1–3 oktober 1529 mellan Luther och Zwingli samt deras viktigaste anhängare. 
Religionssamtalet var sammankallat av Filip av Hessen i syfte att bilägga tvisten om nattvardens innebörd emellan dessa teologer. Trots att varken Zwingii eller Luther ville vika från sina respektive ståndpunkter, blev samtalet inte helt resultatlöst. Samtliga närvarande teologer undertecknade nämligen de av Luther uppställda 15 "Marburgartiklarna", riktade mot "papister" och vederdöpare, samt rörande kristendomens viktigaste läror. Dessa artiklar blev sedermera grundvalen för Schwabachartiklarna och sålunda även för Augsburgska bekännelsen.